# Младен Соломун
Младен Соломун (англ. Mladen Solomun, 27 грудня 1975, Травнік, Боснія і Герцеговина), більше відомий на світовій сцені як Solomun, є боснійсько-німецьким діджеєм та музикальним продюсером.
Виріс в Гамбурзі. Тричі перемагав в 2012 році на DJ Winner Awards як Найкращий продюсер, діджей, та діп-хауз діджей.

## Кар'єра
Після того як Младен народився в Югославії, переїхав з сім'єю в Гамбург, по волі батька. Будучи юним хлопцем, працював на свого батька в будівництві. Несподівано відкрив в собі бажання до кінорежисерства. Він створив разом зі своїми друзями маленьку компанію, де вони створювали короткометражні фільми. Перед тим як відкрити в собі талант та пристрасть до музики, він пропрацював в компанії більше п'яти років.
Його двоюрідний брат, який часто відвідував нічні клуби, приносив Младену касети, коли той приходив до міста. Вони змогли показати йому, що музика має більший розвиток, ніж просто комерційне радіо. Згодом, Соломун почав купляти вінілові диски, і час від часу грати в «Будинку молоді» в шістнадцятирічному віці для таких як він. В 23 роки, узявши перерву в музиці, він почав продюсувати та створювати музику.
Через деякий час почав працювати на самого себе, навчаючись у свого друга, який займався хіп-хопом.
У 2005 році Соломун почав випускати музику, заснував лейбл Diynamic наприкінці 2005 року разом зі своїм партнером Адріано Троліо, який керував бронюванням для Diynamic. Девіз лейблу — «Зроби сам». Соломун врешті-решт зустрівся з H.O.S.H. в 2006 році, і це коли Diynamic було на вершині успіху. Перший EP Соломуна з Diynamic, Solomun EP, вийшов у 2006 році. З того часу він випустив багато інших EP і компіляцій, а також альбом Dance Baby 2009 року. У грудні 2010 року він запустив другий лейбл, більш експериментальний — 2DIY4.
У 2011 році Solomun реміксував Noir & Haze "Around. Трек був названий Remix of the Year Резидентним радником. У 2012 році він був названий "DJ року " згідно версії Mixmag, коли його популярність зросла до нових висот. Він також був визназний продюсером року DJ Awards в Ібіці, і Best International DJ від Cool Awards в Бразилії в тому ж році.
Соломун розпочав сезон Ibiza 2013, керувавши Bootcamp з резиденцією Burn Studios.
До кінця червня 2014 року він володів гамбурзьким клубом Ego, яким керували його сестра і Адріано Троліо.
Музичні коріння Соломуна — хіп-хоп, соул, фанк і R&B. Його звучання було охарактеризовано як «домашня музику, але з глибокими, ультра-фанковими басовими лініями, ейфоричними мелодіями і емоційно зарядженим вокалом».
У 2015 році він проводив дві резиденції на Ібіці, в нічних клубах Пача і Дестіно.
Solomun стартував 2016 з двома подіями у BPM фестивалі включаючи Diynamic у Jungle та Solomun +1 з Mano Le Tough. Після цього боснійський художник продовжував подорожувати по Північній Америці. Родина Diynamic тоді відсвяткувала 10 років у Watergate у Берліні 9 квітня 2016, котрий вони прослідкували з десятирічним святкуванням у DC-10 на Ibiza 19 серпня 2016.
Соломун також розмістив дві резиденції в Ібіці, Іспанія, в 2016 році — Соломун +1 на Пачі, а Соломун +1 — на Ушуайа та Дестіно . Він грав на подіях, таких як Ultra Europe, Exit Festival, Melt! Фестиваль, Tomorrowland, і Movement Croatia у 2016 та 2017 роках, також у Hungexpo в 2018 році.
У 2018 році Соломун проявив себе в якості резиденційного ді-джея для відеоігор Grand Theft Auto Online, як частина DLC After Hours. Крім того, музичне відео Solomun для «Customer is King» було зроблено повністю в рамках ігрового движка Grand Theft Auto Online в рамках більш широкого співробітництва між ним і Rockstar Games.

## Нагороди

### 2016
- Best DJ: #1 (Deep House, public vote) // Beatport
- Best DJ: #5 // Resident Advisor
- Best DJ: #1 // DJ Mag Italia (IT)
- Best Night: "Solomun+1″ // DJ Mag Italia (IT)
- Best Remixes // DJ Mag Italia (IT): — Whilk & Misky — Clap Your Hands (Solomun Remix) — Ost & Kjex — Queen of Europe (Solomun Remix)

- Літні хіти від Ібіци. — #2 Whilk & Misky — Clap Your Hands (Solomun Remix)

### 2015
- Переможець в категорії: Deep House — DJ Awards Ibiza (ES)
- Переможець — Best DJ: Solomun — DJ Mag Italia (IT)
- Переможець — Best Night: «Solomun +1″ (Sundays at Pacha) — DJ Mag Italia (IT)
- Best DJ #13 — Resident Advisor (UK)

### 2014
- Best DJ No. 26 — Resident Advisor (UK)

### 2013
- Переможець в категорії: Deep House — DJ Awards Ibiza (ES)
- Best DJ #24 — Resident Advisor (UK)

### 2012
- Переможець — DJ of the Year — Mixmag Magazine (UK)
- Переможець — Best Producer — DJ Awards Ibiza (ES)
- Переможець — Best International DJ — Cool Awards Brazil (BR)
- Best International Tour — Rio Music Conference Award (BR)
- Best Producer — Groove Magazine (DE, AT, CH)
- Best Label Diynamic — Groove Magazine (DE, AT, CH)
- Best DJ No. 03 — Groove Magazine (DE, AT, CH)
- Best Track No. 04 Kackvogel — Groove Magazine (DE, AT, CH)
- Best Producer No. 6 — Faze Mag (DE, AT, CH)
- Best Label Diynamic No. 5 Faze Mag (DE, AT, CH)
- Best Track No. 14 Kackvogel — Faze Mag (DE, AT, CH)
- Best DJ No. 22 — Resident Advisor (UK)
- Best Compilation No. 05 (Watergate 11) — DJ Mag (UK)
- Best Compilation No. 05 (Watergate 11) — Mixmag Magazine (UK)

### 2011
- Remix of the Year- Around (Noir & Haze) — Resident Advisor (UK)
- Most Charted Artist» No. 04 Resident Advisor (UK)
- Best Remix No. 02 — Around (Noir & Haze) — Groove Magazine (DE, AT, CH)
- Best Remix No. 03 — Let's Go Back (Kraak & Smaak) — Groove Magazine (DE, AT, CH)
- Best DJ No. 03 — Groove Magazine (DE, AT, CH)
- Best DJ No. 05 — De: Bug Magazine (DE, AT, CH)

## Дискографія

### Релізи
- 2005 Galaxy Empire — Mudra Records
- 2005 Jackpot — Schanzen Rec. — CD Compilation
- 2005 Frei — Schanzen Rec. — CD Compilation
- 2006 Do It Yourself EP — Diynamic Music
- 2006 Nachrichten EP — Diynamic Music
- 2006 Oelkersallee EP — Diynamic Music
- 2006 Solomun EP — Diynamic Music
- 2007 Feuer und Eis EP — Diynamic Music
- 2007 Hooked / Jungle River Cruise — liebe*detail
- 2007 Koboldmaki — Sonar Kollektiv
- 2007 Meerkats — Sonar Kollektiv
- 2007 Mischwaren EP — Diynamic Music
- 2007 Sambada EP — Dessous Recordings
- 2007 Second Kiss in Winter / Four Seasons EP — Diynamic Music
- 2008 Deadman/Beauty and the Beast — Four: Twenty
- 2008 Ghostdog / Trilogy EP — Diynamic Music
- 2008 Flying Pics EP — Diynamic Music
- 2008 Beauty and the Beast / Dead Man — Four: Twenty
- 2008 Black Rose / Trickski Remix — Sonar Kollektiv
- 2008 Woodstep EP — Dessous
- 2008 International Hustle EP — Four: Twenty
- 2008 Argy and Solomun — Focus On — Poker Flat
- 2008 Midnight Call EP — Compost black
- 2008 Federgewicht EP — Diynamic Music
- 2009 Carnivale / Factory — Phil e
- 2009 Dance Baby — Diynamic Music
- 2010 Sisi EP — Leena Music
- 2011 Daddy's Jam — Rebellion
- 2011 Love Recycled EP — 2DIY4
- 2011 Zappzerapp EP — Diynamic Music
- 2011 Challenge Everyday EP — Diynamic Music
- 2011 Something We All Adore EP — Supernature
- 2012 Living On — from: 5 years Diynamic Charity Compilation — Diynamic Music
- 2012 Kackvogel — Watergate Records
- 2013 Bootcamp — Diynamic Music
- 2014 Samson — Diynamic Music
- 2014 Friends — 2DIY4
- 2015 «Zora» — Diynamic Music
- 2016 Let it out — Solomun feat. Liu Bei — Diynamic Music
- 2016 Solomun Selected Remixes 2009—2015 — Diynamic Music
- 2018 Customer Is King EP — Diynamic Music
- Remixes[edit source]
- 2007 Bearweasel — «Monkier» (Solomun Remix) — Supernature
- 2007 Barbo — «Barbi in Love» (Solomun Remix) — Buzzin Fly
- 2007 Monoroom — «Feed Me» (Solomun Remix) — Freunde Tontraeger
- 2008 Tiger Stripes — «Hooked» (Solomun Remix) — Liebe*detail
- 2008 Kollektiv Turmstrasse — «Blutsbrueder» (Solomun Rmx) — MGF
- 2008 Palm Skin Productions — «Wonderful Thing» (Solomun Remix) — Freerange
- 2008 Marbert Rocel — «Cornflakes» (Solomun Remix) — Compost Black
- 2008 Christian Prommer — Daft Punk/«Around the World» — (Solomun Remix)
- 2010 Oliver Koletzki And Fran — «Echoes» (Solomun Remix) — Stil Vor Talent
- 2011 Gorge — «Garuna» (Solomun Remix) — 8bit
- 2011 Edu Imbernon and Los Suruba — «Punset» (Solomun Remix) — Eklektisch
- 2011 DJ Hell — «Germania» (Solomun Remix) — Gigolo Records
- 2011 Noir and Haze — «Around» (Solomun Remix) — Noir Music
- 2011 Kraak and Smaak — «Let's Go Back» (feat. Romanthony) (Solomun Remix)
- 2011 Tiefschwarz — «Corporate Butcher» (Solomun Remix) — Watergate Records
- 2012 Pool — «Game Over» (Solomun Remix) — 2DIY4
- 2012 Luca C & Brigante feat. Roisin Murphy — «Flash of Light» (Solomun Remix) — Southern Fried Records
- 2013 Foals — «Late Night» (Solomun Remix)
- 2013 Tiga vs. Audion — «Let's Go Dancing» (Solomun Remix) — Turbo Recordings
- 2014 Claude VonStroke — «The Clapping Track» (Solomun Remix) — Dirtybird
- 2014 Broken Bells — «Holding on For Life» (Solomun Remix) — Sony Music
- 2014 Lana del Rey — West Coast (Solomun Remix)- Polydor Ltd.
- 2015 Liu Bei — Atlas World (Solomun Day / Night Remixes) — 2DIY4
- 2015 Josef Salvat — Hustler (Solomun Remix) — Columbia
- 2015 Paul Kalkbrenner — Cloud Rider (Solomun Remix) — Sony Music
- 2015 Editors — Our Love (Solomun Remix) — Pias
- 2015 Johannes Brecht — Breathe! (Solomun Edit) — Diynamic Music
- 2015 Whilk & Misky — Clap Your Hands (Solomun Remix) — Island/Universal
- 2016 Interpol — Everything is wrong (Solomun Remix)- Matador
- 2016 Ost&Kjex feat. Anne Lise Frokedal — Queen of Europe (Solomun Remix) — Diynamic Music
- 2016 Stimming — Alpe Lusia (Solomun Remix) — Diynamic Music
- 2016 Moderat — Eating Hooks (Siriusmo Remix, Solomun Edit) — Monkeytown
- 2016 Michael Mayer & Joe Goddard — For you Solomun Morning Version — K7!
- 2016 Michael Mayer & Joe Goddard — For you Solomun Night Version — K7!
- 2017 Age of Love — The Age of Love (Solomun Renaissance Remix) — Renaissance Records
- 2017 DJ Hell — Anything, Anytime (Solomun Remix) _ International Deejay Gigolo Records
- 2017 Depeche Mode — Going Backwards (Solomun Remix) — Columbia (Sony)
- 2017 Super Flu — mygut (Solomun Remix) — Monaberry